# Guignicourt-sur-Vence

Guignicourt-sur-Vence este o comună în departamentul Ardennes din nordul Franței. În 1 ianuarie 2022 avea o populație de 265 de locuitori.